# Каменный Карьер (Кемеровская область)
Каменный Карьер — посёлок в Таштагольском районе Кемеровской области. Входит в состав Каларского сельского поселения.

## История
Основан в 1930-е годы в связи с открывшимся в этих местах карьером по добыче гравия (камня).
Во времена СССР — посёлок Каларского сельсовета Таштагольского района.

## География
Центральная часть населённого пункта расположена на высоте 366 метров над уровнем моря.
В посёлке единственная улица — Заречная.

## Население
В 1968 году проживало 57 жителей, имелось 14 хозяйств.
По данным Всероссийской переписи населения 2010 года, в посёлке Каменный Карьер проживает 3 человека (1 мужчина, 2 женщины).

## Транспорт
о.п. ЗСЖД Каменный карьер.